# Obština Krivodol
Obština Krivodol (bulharsky Община Криводол) je bulharská jednotka územní samosprávy ve Vracké oblasti. Leží v severozápadním Bulharsku v západním Předbalkánu, zčásti v Dolnodunajské nížině, zčásti na severních svazích Staré planiny. Sídlem obštiny je město Krivodol, kromě něj zahrnuje obština 14 vesnic. Žije zde přibližně 8 tisíc obyvatel.

## Sídla
- Baurene[p 1]
- Botuňa[p 1]
- Dobruša
- Furen[p 1]
- Galatin[p 1]
- Glavaci[p 1]
- Golemo Babino[p 1]
- Gradešnica[p 1]
- Kravoder[p 1]
- Krivodol[p 2] (sídlo správy)
- Lesura[p 1]
- Osen[p 1]
- Pudrija[p 1]
- Rakevo[p 1]
- Urovene[p 1]

## Sousední obštiny
| Růžice kompasu | Bojčinovci |                  | Chajredin | Růžice kompasu |
| Růžice kompasu | Montana    | Sever            | Borovan   | Růžice kompasu |
| Růžice kompasu | Montana    | Obština Krivodol | Borovan   | Růžice kompasu |
| Růžice kompasu | Montana    | Jih              | Borovan   | Růžice kompasu |
| Růžice kompasu | Berkovica  | Văršec           | Vraca     | Růžice kompasu |

## Obyvatelstvo
K 15. prosinci 2024 v obštině žilo 8 918 obyvatel a bylo zde trvale hlášeno 7 807 obyvatel. Podle sčítání 7. září 2021 bylo národnostní složení následující:
- Bulhaři: 6 269 (84.5 %)
- Romové: 1 120 (15.1 %)
- Turci: 8 (0.1 %)
- ostatní[p 4]: 26 (0.4 %)

V období 2011 až 2021 v obštině ubylo 1 481 obyvatel.